# Theodor Loerbroks
Theodor Loerbroks (* 14. September 1894 in Saarbrücken; † 24. September 1958 in Bonn) war Oberbürgermeister der Stadt Lünen.

## Leben
Theodor Loerbroks war der Sohn des Geheimen Bergrates Alfred Loerbroks (1859–1931). Nach dem Abitur am Königlichen Gymnasium in Bonn zu Ostern 1913 begann er mit dem Studium der Rechtswissenschaften in Tübingen. Seit 1913 war er Mitglied des Corps Suevia Tübingen. Er diente im Ersten Weltkrieg vom 2. August 1914 bis Ende November 1918 beim Kürassier-Regiment Nr. 8. Anschließend setzte er sein Studium in Bonn fort, legte sein erstes juristisches Staatsexamen ab und wurde zum 1. Juli 1920 Gerichtsreferendar beim Oberlandesgericht Köln. Als Gerichtsassessor im August 1923 beim OLG Köln eingesetzt, wurde er am 1. März 1926 zum Magistratsassessor in Bochum ernannt. Hier wurde er 1928 Magistratsrat und zum 1. Dezember 1934 zum Beigeordneten ernannt. Er trat zum 1. Mai 1933 in die NSDAP ein (Mitgliedsnummer 2.927.618). Ludwig Runte, Regierungspräsident in Arnsberg, ernannte Loerbroks im Juli 1937 zum Oberbürgermeister der Stadt Lünen. Im Zweiten Weltkrieg diente Loerbroks von Februar bis November 1940 und von Mai 1941 bis April 1944 als  Major der Reserve. Wieder in seinem Amt präsent, wurde er am 3. Mai 1945 mit sofortiger Wirkung entlassen. In einem Entnazifizierungsverfahren wurde er zunächst in die Kategorie IV und später in die Kategorie V (Mitläufer) eingestuft. Loerbroks war dann vom 2. Januar 1952 bis zum 30. Juni 1952 Angestellter im Kultusministerium des Landes Württemberg-Hohenzollern in Tübingen. Bevor er im Juli 1955 zum Regierungspräsidenten Köln wechselte, war er noch im Bundesinnenministerium in Bonn tätig. Zum 30. April 1956 schied er aus dem Dienst und ging in den Ruhestand.
Loerbroks war mit Alice Vogelsang, Tochter des Bergrates Karl Vogelsang (1866–1920), verheiratet.